# Honda HA-480 HondaJet Echelon
Dimensions
Le Honda HA-480 HondaJet Echelon est un projet d'avion d'affaires léger en cours de développement par la société Honda Aircraft Company, filiale de Honda.

## Histoire
Le concept HondaJet 2600 est une évolution du Honda HA-420 HondaJet. Il est initialement présenté en octobre 2021. Le nombre 2600 indique la distance franchissable estimée en mille marin (nm). Le projet, renommé HondaJet Echelon, est annoncé en octobre 2023.
Le Honda HA-480 HondaJet Echelon a une longueur de 17,62 m (+4,63 m, comparé à son prédécesseur HA-420) et une envergure de 17,29 m (+5,17 m). Il peut emporter 10 passagers (+4 passagers) en condition monopilote et la distance franchissable est portée à 2625 nm (+1078 nm).
Comme son prédécesseur, les 2 moteurs Williams FJ44-4C sont montés au-dessus des ailes et non à l'arrière du fuselage.
L'avion est équipé de l'avionique Garmin G3000 et dispose d'une automanette, de l'autoland d'urgence et du Runway Overrun Awareness and Alerting System (ROAAS) pour prévenir et éviter les sorties de piste à l'atterrissage.
L'avion reprend de nombreux éléments du HA-420 et sera certifié sous forme d'amendement au certificat de type du HA-420. Il sera produit sur le site Honda de Greensboro en Caroline du Nord. Le premier vol est prévu pour 2026.

## Modèles
HondaJet 2600
Concept présenté en octobre 2021 ;
HondaJet Echelon
Projet en cours de développement annoncé en octobre 2023.